# Decatur (Tennessee)
Ne pas confondre avec la ville de Decaturville, située dans le même État.
Pour les articles homonymes, voir Decatur.
La ville américaine de Decatur (en anglais [dəˈkeɪtər]) est le siège du comté de Meigs, dans l’État du Tennessee. Lors du recensement de 2010, sa population s’élevait à 1 598 habitants.

## À noter
Decatur a été créée en mai 1836, en même temps que le comté.

## Source
- (en) Cet article est partiellement ou en totalité issu de l’article de Wikipédia en anglais intitulé « Decatur, Tennessee » (voir la liste des auteurs).